# Nazionale maschile di beach soccer della Birmania
La nazionale di beach soccer della Birmania rappresenta la Birmania nelle competizioni internazionali di beach soccer.

## Rosa
| N. |                     | Ruolo | Calciatore   |
| -- | ------------------- | ----- | ------------ |
| 1  | Birmania (bandiera) | P     | Ya Wai Zin   |
| 2  | Birmania (bandiera) |       | Si Thu Aung  |
| 3  | Birmania (bandiera) |       | Zaw Ye Maung |
| 4  | Birmania (bandiera) |       | Zaw Zaw Tun  |
| 5  | Birmania (bandiera) |       | Htein Lin    |
| 6  | Birmania (bandiera) |       | Wai Phyo     |

| N. |                     | Ruolo | Calciatore     |
| -- | ------------------- | ----- | -------------- |
| 7  | Birmania (bandiera) |       | Pyae Phyo Aung |
| 8  | Birmania (bandiera) |       | Chan Oo        |
| 9  | Birmania (bandiera) |       | Aung Than Win  |
| 10 | Birmania (bandiera) |       | Aung Soe Moe   |
| 11 | Birmania (bandiera) |       | Tun Lin Oo     |
| 12 | Birmania (bandiera) |       | Htin Kyaw Aung |